# Vi hænger i en tråd
Vi hænger i en tråd er en dansk propagandafilm fra 1962 instrueret af Jørgen Roos og efter manuskript af Viggo Claussen.

## Handling
Filmen forsøger at advare mennesker i et "overflodssamfund" mod at lukke øjnene for, hvad der sker ude i verden. Motto: "De kan være sikker på, at politik interesserer sig for Dem." En kritik af velfærdssamfundet.